# Альберто де ла Белья
Альберто де ла Белья (ісп. Alberto de la Bella, нар. 2 грудня 1985, Санта-Кулома-де-Граманет) — іспанський футболіст, захисник клубу «Реал Сосьєдад».
Виступав, зокрема, за клуби «Реал Сосьєдад» та «Олімпіакос», а також збірну Каталонії.

## Клубна кар'єра
Розпочав свою кар'єру в місцевому футбольному клубі «Грамене» у Сегунді Б. Крім цього клубу футболіст виступав за дублюючі команди «Еспаньйола» та «Вільярреала» також у третьому за рівнем дивізіоні Іспанії, а у сезоні 2008/09 грав за команду «Севілья Атлетіко» в Сегунді, звідки клуб вилетів.
Влітку 2009 року де ла Белья підписав контракт з футбольним клубом того ж дивізіону «Реал Сосьєдад». Він мав замінити у команді Хав'єра Кастільйо, що пішов в «Атлетик Більбао». У першому ж сезоні клуб із Сан-Себастьяна зайняв перше місце і вийшов в Ла Лігу. Альберто дебютував у вищому дивізіоні Іспанії 29 серпня 2010 року, відігравши усі 90 хвилин у домашній перемозі з рахунком 1:0 проти «Вільярреала» і у перші сезони був основним гравцем захисту команди. З сезону 2013/14 втратив місце в основі, програвши конкуренцію Хосе Анхелю Вальдесу, а у сезоні 2015/16 остаточно програв конкуренцію Юрі Берчіче, зігравши лише 15 ігор у Ла Лізі.
Через це 5 липня 2016 року іспанець був відданий на два роки в оренду в грецький «Олімпіакос». У першому ж сезоні Альберто виграв з командою чемпіонат Греції, проте у липні 2017 року новий головний тренер пірейців Беснік Хасі заявив що не зацікавлений в послугах де ла Бельї, через що Альберто достроково повернувся в «Реал Сосьєдад». Станом на 26 квітня 2018 року відіграв за клуб із Сан-Себастьяна 171 матч в національному чемпіонаті.

## Виступи за збірну
З 2010 року виступав у складі збірної Каталонії.

## Титули і досягнення
- Чемпіон Греції (1):

«Олімпіакос»: 2016–2017